# Cobbler (Ben Arthur)
Cobbler lub Ben Arthur (gael. Beinn Artair) – szczyt w Alpach Cowal i Arrochar, w Grampianach Zachodnich. Leży w Szkocji, w regionie Argyll and Bute. 